# Cerkiew Podniesienia Krzyża Świętego w Dłużniowie
Cerkiew Podniesienia Krzyża Świętego w Dłużniowie – dawna drewniana parafialna cerkiew greckokatolicka, znajdująca się w Dłużniowie.
Uważana za jedną z najwyższych i największych cerkwi drewnianych w Polsce. Wysokość do szczytu krzyża wieńczącego kopułę nawy wynosi 27,1 m, długość świątyni – 25,36 m, szerokość nawy – 9,78 m.
Obecnie użytkowana jako kościół filialny rzymskokatolickiej parafii w Żniatynie.

## Historia obiektu
Istnienie cerkwi w Dłużniowie wzmiankowano już w latach 1564-1573 oraz w 1761. Obecna cerkiew greckokatolicka pw. Podniesienia Krzyża Świętego zbudowana została w 1882 w miejscu poprzedniej, prawdopodobnie z fundacji Henryka Rylskiego. Jako cerkiew parafialna ze świątyniami filialnymi w Mycowie i Wyżłowie należała do dekanatu waręskiego. W 1895 poświęcona, odnawiana w latach 1930. Po 1947 przejęta przez kościół rzymskokatolicki. W latach 2005–2006 przeprowadzono remont świątyni, w ramach którego: wymieniono oszalowanie i częściowo podwaliny i podmurówkę, stolarkę okienną i słupy przy gankach, zmieniono blachę na dachach, zaimpregnowano zewnętrzne elementy drewniane

Widok od strony południowej
Wejście do babińca
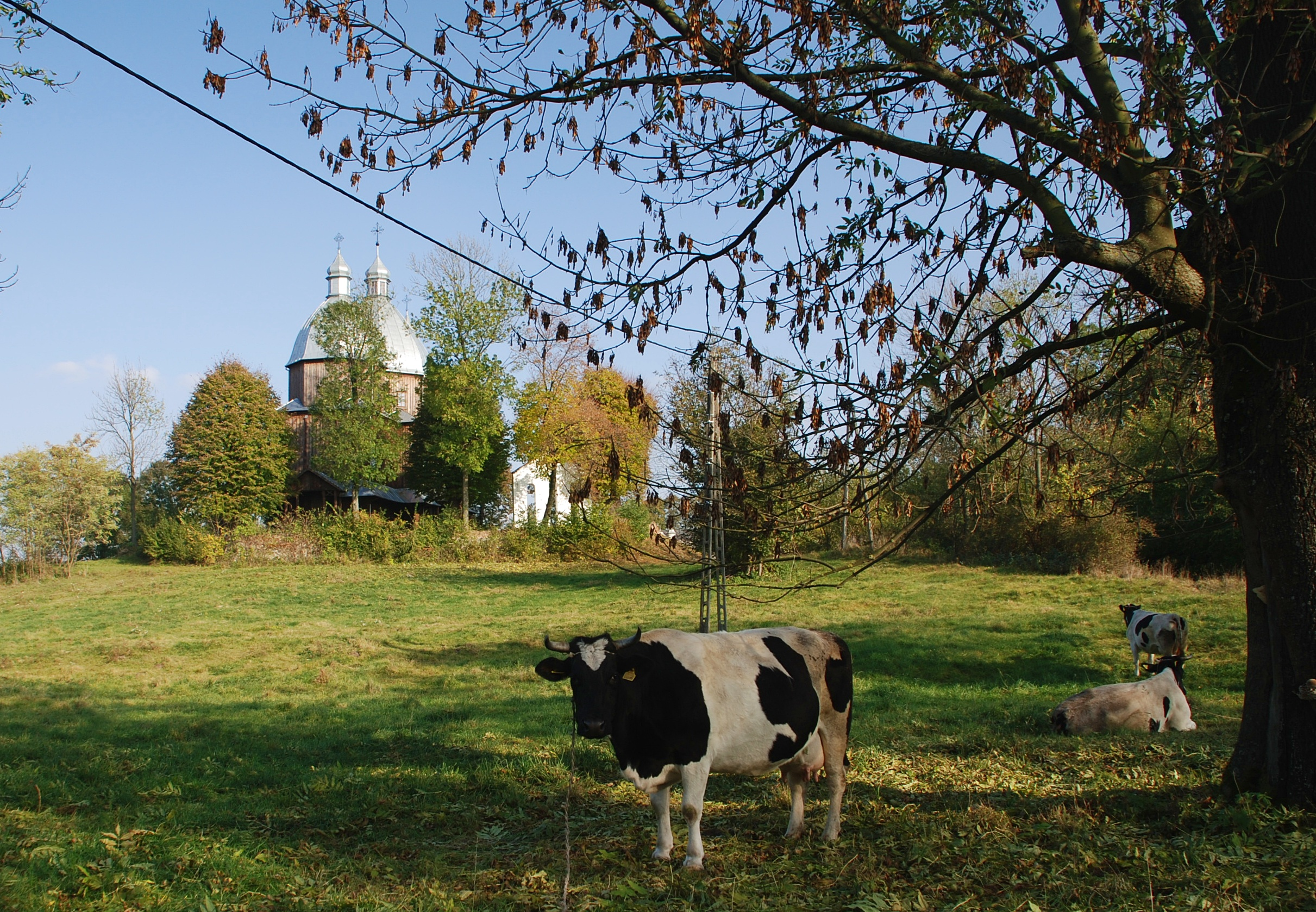
Widok od strony zachodniej

## Architektura i wyposażenie
Jest to duża cerkiew trzykopułowa, orientowana, drewniana, konstrukcji zrębowej, zwęgłowana na rybi ogon na ceglanym podmurowaniu. Trójdzielny:prezbiterium zamknięte trójbocznie, nawa szersza oraz węższy, równej szerokości z prezbiterium babiniec, kwadratowe. Przy prezbiterium od strony północnej i południowej dwie czworoboczne zakrystie. Bryła świątyni trójkondygnacyjna, zręby wszystkich trzech pomieszczeń równej wysokości przykryte ośmiopołaciowymi, wydłużonymi kopułami wspartymi na wysokich ośmiobocznych tamburach zwieńczonymi latarniami z hełmami w formie makowic zakończonych żelaznymi krzyżami.
Ściany wszystkich kondygnacji są oszalowane. Na wysokości około 1/3 świątynię obiega wokół okap wsparty na występujących belkach zrębu. Wejścia do babińca oraz do nawy osłonięte gankami, wspartymi na 6 słupach zapewne z pierwszej połowy XX wieku. Kopuły, dachy pulpitowe nad zakrystiami oraz daszek okapowy kryte blachą ocynkowaną.
Wewnątrz w kopułach znajdują się ośmiopolowe, pozorne sklepienia, w zakrystiach natomiast stropy.
W kopułach sklepienie pomalowane na niebiesko z gwiazdami. Poszczególne części świątyni połączone są ze sobą dużymi otworami o wykroju łuku. Na ścianach polichromia figuralna z końca XIX wieku. Zachowały się: niekompletny ikonostas i połączone z nim dwa ołtarze boczne Matki Bożej i Podwyższenia Krzyża, ołtarz główny w stylu neogotyku, ambona połączona z konfesjonałem i ławki.

## Wokół cerkwi
Cerkiew położoną na odosobnionym wzgórzu otaczają stare drzewa i kamienny mur z bramą, do której prowadzą ozdobne schody zflankowane czterema słupami. W pobliżu świątyni stoi murowana dzwonnica typu parawanowego z początku XX wieku.

Dzwonnica
Wejście do nawy
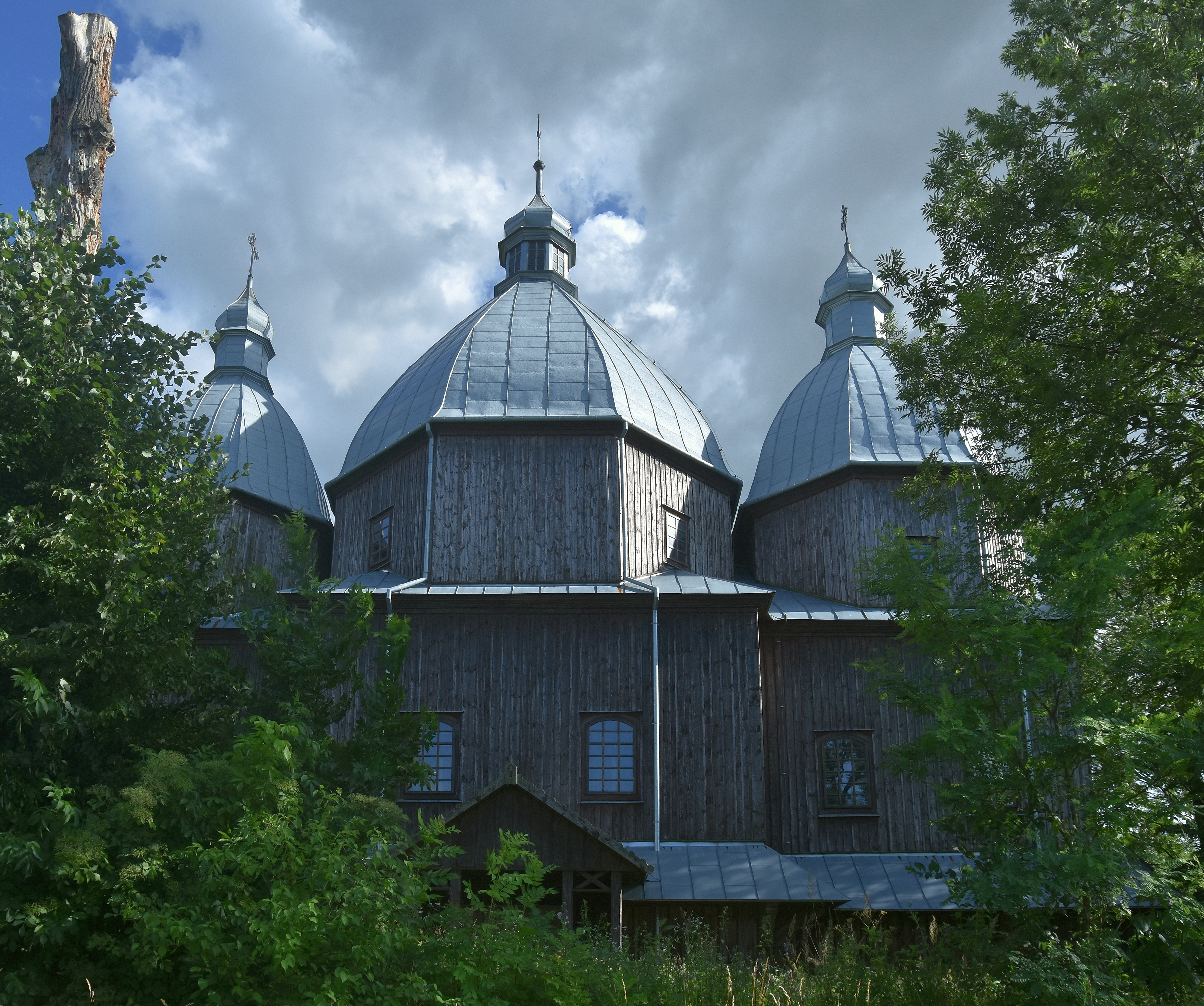
Elewacja północna

## Turystyka
Cerkiew jest obiektem transgranicznego szlaku turystycznego Bełżec - Bełz. 

## Literatura
- Dmytro Błażejowśkyj, Istorycznyj szematyzm Peremyskoji Eparchiji z wkluczennjam Apostolśkoji Administratury Łemkiwszczyny (1828-1939), Lwów 1995, ISBN 5-7745-0672-X
- Grzegorz Rąkowski, Polska egzotyczna, część II, Oficyna Wydawnicza "Rewasz", Pruszków 2002, ISBN 978-83-62460-26-7